# Rajd Tulipanów 1954

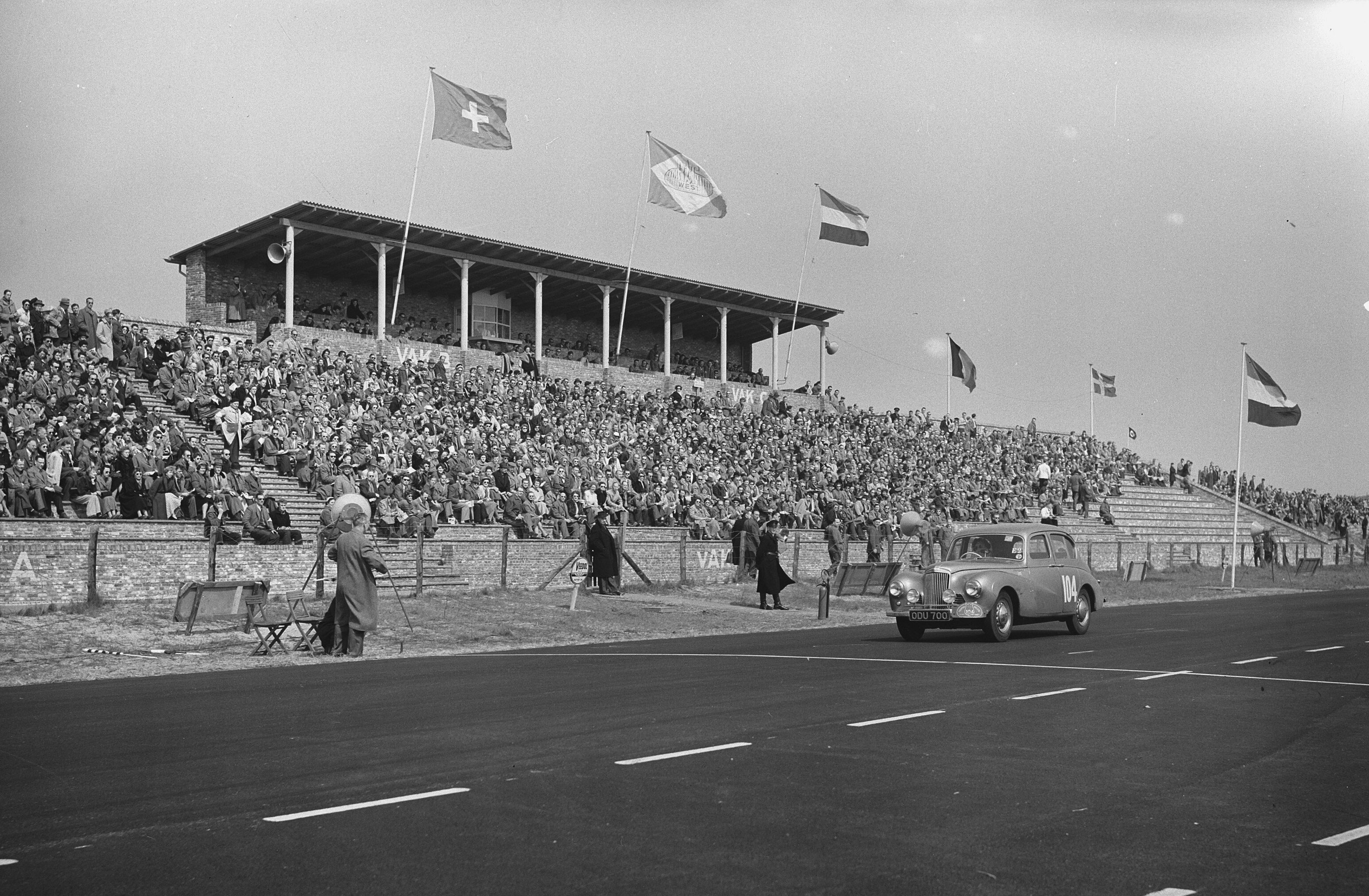
Sheila van Damm i Anne Hall jadące samochodem Sunbeam Talbot 90 podczas Rajdu Tulipanów 1954

Rajd Tulipanów 1954 (6. Internationale Tulpenrallye) – 6. edycja rajdu samochodowego Rajd Tulipanów rozgrywanego w Holandii. Rozgrywany był od 25 kwietnia do 1 maja 1954 roku. Była to czwarta runda Rajdowych Mistrzostw Europy w roku 1954.

## Klasyfikacja rajdu
| Miejsce                      | Kierowca                     | Pilot                        | Samochód                     | Czas                         | Strata                       |                              |
| Klasyfikacja generalna i ERC | Klasyfikacja generalna i ERC | Klasyfikacja generalna i ERC | Klasyfikacja generalna i ERC | Klasyfikacja generalna i ERC | Klasyfikacja generalna i ERC | Klasyfikacja generalna i ERC |
| ---------------------------- | ---------------------------- | ---------------------------- | ---------------------------- | ---------------------------- | ---------------------------- | ---------------------------- |
| 1.                           | Pierre Stasse                | Olivier Gendebien            | Alfa Romeo 1900 TI           |                              | 0.0                          |                              |
| 2.                           | Werner Engel                 | Gilbert Ambrecht             | Porsche 356 1500             |                              |                              |                              |
| 3.                           | Gustav Menz                  | Hubert Brand                 | DKW F 91                     |                              |                              |                              |
| 4.                           | John Boardman                | Jack Duckworth               | Jaguar MK7 2.4               |                              |                              |                              |
| 5.                           | Jan Martens                  | B.H. Eerligh                 | Fiat 1100 TV                 |                              |                              |                              |
| 6.                           | John William Edward Banks    | Michael Porter               | Alvis TC 3,0                 |                              |                              |                              |
| 7.                           | Roger Rauch                  | Paul Delbarre                | Salmson 2300 Sport           |                              |                              |                              |
| 8.                           | Walter Ringgenberg           | Werner Mäder                 | Porsche 356 1500             |                              |                              |                              |
| 9.                           | Reginald Phillips            | Dennis Scott                 | Ford Zephyr MK1              |                              |                              |                              |
| 10.                          | Sheila van Damm              | Anne Hall                    | Sunbeam Talbot 90            |                              |                              |                              |